# Kuldioxid-ækvivalent
Kuldioxid-ækvivalenter eller CO2-ækvivalenter er omregningsfaktorer til sammenligning af forskellige drivhusgassers indvirken på drivhuseffekten. Man har således beregnet, hvor mange ton CO2 der skal til for at skabe den samme effekt som ét ton af en anden gas. Dette tal er så gassens CO2-ækvivalent.
| Fysik | Spire Denne artikel om fysik er en spire som bør udbygges. Du er velkommen til at hjælpe Wikipedia ved at udvide den. |